# Агути Калиновского
Агути Калиновского (лат. Dasyprocta kalinowskii) — вид грызунов рода агути семейства агутиевые.

## Ареал и места обитания
Встречается только на юго-востоке Перу. Обитает на высоте до 3080 м над уровнем моря.

## Охрана
В настоящее время вид находится в опасности из-за сокращения мест его обитания.

## Этимология названия
Вид назван в честь польского зоолога Яна Калиновского (1860—1942).